# Tiempos de ira
Tiempos de ira es el decimosexto álbum de la banda española de rock Reincidentes. Fue grabado en Sevilla entre los meses de abril y diciembre de 2010 y consta de 16 canciones. Contó con la producción de Juanjo Pizarro y salió al mercado a principios de febrero de 2011.

## Lista de canciones
1. Buenos tiempos
2. La infancia en un cargador
3. Huracán
4. No podemos esperar
5. Conexión en Miami
6. Al día le Faltan horas
7. Cretinosenaccion@españa
8. Sueños
9. Vida (a Eluana Englaro)
10. Cuidado
11. Al otro lado del cristal
12. Así nos va
13. En blanco
14. Canción de amor (al vino)
15. Hearts Of Fortune
16. Madre